# Jedyna szansa
Jedyna szansa (ang. No Second Chance) – thriller Harlana Cobena z 2003 roku. W Polsce po raz pierwszy wydana w 2003 roku.

## Fabuła
Dr Marc Seidman budzi się w szpitalu, podłączony do kroplówki, owinięty bandażami. Dwanaście dni wcześniej wiódł szczęśliwe życie jako cieszący się uznaniem chirurg, żyjący na przedmieściach wraz z piękną żoną i ukochaną córeczką. Ów pobyt w szpitalu został spowodowany przez anonimowego zabójcę jego żony. W tym momencie miejsce pobytu jego córki jest nieznane. Jednak kiedy życie bez najbliższych wydaje się nie mieć sensu, nagle zostaje wezwany przez swojego teścia. Teść przekazuje list z żądaniem okupu i dwa miliony dolarów. Marc nie postępuje zgodnie z żądaniami porywaczy, którzy zabraniają mu kontaktować się z policją i FBI. Gdy okup zostaje przekazany, Marc nie odzyskuje córki. Porywacze mówią jedynie że zmarnował jedyną szansę na odzyskanie córki. Osiemnaście miesięcy później teść Marca ponownie dostaje list z żądaniem okupu.